# Campeonato Mundial de Curling Femenino de 2016
El XXXVIII Campeonato Mundial de Curling Femenino se celebró en Swift Current (Canadá) entre el 19 y el 27 de marzo de 2016 bajo la organización de la Federación Mundial de Curling (WCF) y la Federación Canadiense de Curling.

## Tabla de posiciones
| Pos | Equipo         | G | P  | G–P |
| --- | -------------- | - | -- | --- |
| 1   | Suiza          | 9 | 2  | 1–0 |
| 2   | Japón          | 9 | 2  | 0–1 |
| 3   | Rusia          | 8 | 3  | 1–0 |
| 4   | Canadá         | 8 | 3  | 0–1 |
| 5   | Escocia        | 7 | 4  | –   |
| 6   | Estados Unidos | 6 | 5  | –   |
| 7   | Corea del Sur  | 5 | 6  | 1–0 |
| 8   | Dinamarca      | 5 | 6  | 0–1 |
| 9   | Suecia         | 4 | 7  | –   |
| 10  | Alemania       | 3 | 8  | –   |
| 11  | Finlandia      | 1 | 10 | 1–0 |
| 12  | Italia         | 1 | 10 | 0–1 |

## Cuadro final
|  | Clasif. a semifinal | Clasif. a semifinal | Clasif. a semifinal |  |  | Semifinal | Semifinal |  |              | Final        | Final |
|  |                     |                     |                     |  |  |           |           |  |              |              |       |
|  | 1                   | Suiza               | 8                   |  |  |           |           |  |              |              |       |
|  | 2                   | Japón               | 4                   |  |  |           |           |  |              | Suiza        | 9     |
|  |                     |                     |                     |  |  | Japón     | 7         |  | Japón        | 6            |       |
|  |                     | Rusia               | 5                   |  |  |           |           |  |              |              |       |
|  | 3                   | Rusia               | 7                   |  |  |           |           |  | Tercer lugar | Tercer lugar |       |
|  | 4                   | ' Canadá            | 4                   |  |  |           |           |  |              |              |       |
|  |                     |                     |                     |  |  |           |           |  |              | Canadá       | 8     |
|  |                     |                     |                     |  |  |           |           |  |              | Rusia        | 9     |

## Medallistas
| Evento   | Oro                                                                                           | Plata                                                                            | Bronce                                                                                         |
| -------- | --------------------------------------------------------------------------------------------- | -------------------------------------------------------------------------------- | ---------------------------------------------------------------------------------------------- |
| Femenino | Suiza · Binia Feltscher · Irene Schori · Franziska Kaufmann · Christine Urech · Carole Howald | Japón Satsuki Fujisawa Chinami Yoshida Yumi Suzuki Yurika Yoshida Mari Motohashi | Rusia · Anna Sidorova · Margarita Fomina · Alexandra Rayeva · Nkeiruka Yezej · Alina Kovaliova |